# Elisabethkirche (Mistelbach)

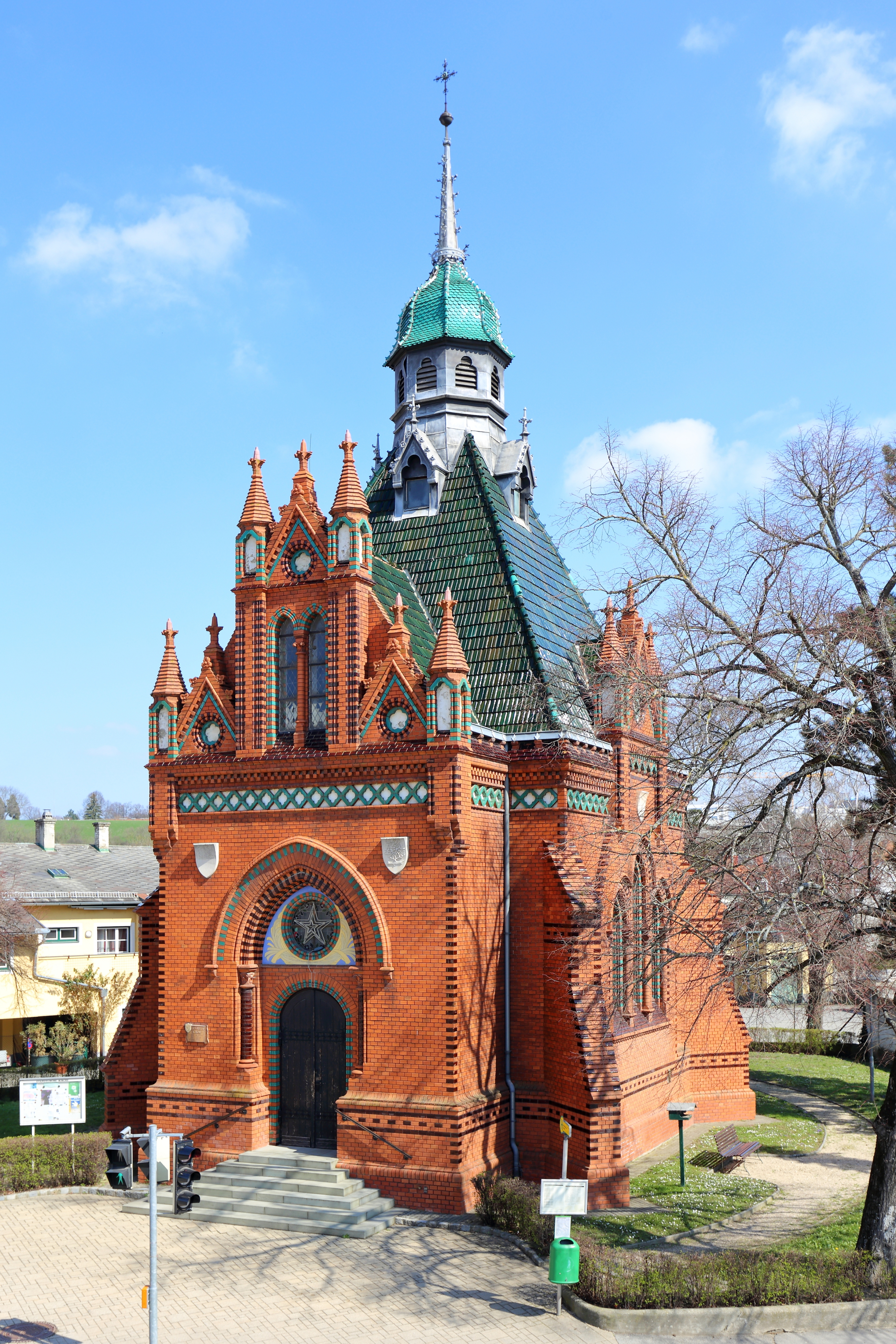
Elisabethkirche Mistelbach

Die Elisabethkirche ist die evangelische Gemeindekirche von Mistelbach in Niederösterreich. Sie gehört der Evangelischen Superintendentur A. B. Niederösterreich an.

## Geschichte
Bei der Besetzung Mistelbachs durch preußische Truppen im Deutschen Krieg 1866 wurden in Mistelbach evangelische Militärgottesdienste abgehalten. Erst der Zuzug evangelischer Arbeiterfamilien aus dem benachbarten Böhmen und Mähren gegen Ende des 19. Jahrhunderts ließ wieder eine evangelische Gemeinde entstehen, die 1929 in Laa an der Thaya eine Predigtstation erhielt und 1940 zur eigenen Pfarrgemeinde erhoben wurde. Erst 1976 erfolgte die Verlegung des Pfarrsitzes nach Mistelbach, wo 1965 die bislang katholische Elisabethkirche als Filialkirche angekauft und für den protestantischen Gottesdienst adaptiert worden war. Die Evangelische Pfarrgemeinde A. und H.B. Mistelbach wurde mit Wirkung vom 23. Februar 2011 aus der Superintendenz A.B. Wien gelöst und in die Superintendenz A.B. Niederösterreich eingegliedert.
Der spätere steirische Landesbischof Michael Chalupka wirkte von 1989 bis 1994 als evangelischer Pfarrer in Mistelbach.

## Architektur
Die Elisabethkirche war ursprünglich die der hl. Elisabeth gewidmete Spitalskirche des Marktes Mistelbach. Das mittelalterliche Bauwerk, im Josephinismus säkularisiert, wurde um 1900 aus Gründen der Verkehrsplanung abgebrochen. Als Ersatz entstand das heutige Gebäude von 1904 bis 1905 nach Plänen des Architekten Carl Weinbrenner, eines Schülers des Wiener Dombaumeisters Friedrich von Schmidt und selbst später Professor für mittelalterliche Baukunst an der Deutschen Technischen Hochschule in Prag. Stifter der Kirche war Fürst Johann II. von Liechtenstein, dessen Fürstlich Liechtenstein’sche Thon- und Ziegelwaarenfabrik in Unterthemenau das Ziegelmaterial lieferte.
Die ganz im Sinne Friedrich von Schmidts im Stil der Backsteingotik errichtete Elisabethkirche ist ein als Zentralbau über quadratischem Grundriss mit steilem, laternenbekrönten Zeltdach aufgeführter Sichtziegelbau mit Ornamentik in braun und grün glasierten Ziegeln und Formsteinen. Der vorgezogene Eingangsvorbau wird bekrönt von einem dreiteiligen Ziergiebel wie bei den spätgotischen Bauten des Hinrich Brunsberg, so dem Rathaus von Königsberg in der Neumark. Das Innere ist mit einem gotischen Sterngewölbe überdeckt.

## Ausstattung
Die Elisabethkirche besitzt einen neugotischen Retabelaltar der Erbauungszeit mit Darstellung der vier Evangelistensymbole. 2021 erhielt sie eine mechanische Schleifladenorgel mit Pedal, zwei Manualen und sieben Registern.